# دانيال جاي سيغل
دانيال جاي سيغل (بالإنجليزية: Daniel Siegel)‏ هو طبيب نفسي وعالم نفس أمريكي، ولد في 2 سبتمبر 1957.

## وصلات خارجية
- الموقع الرسمي